# Climacteridae
Climacteridae là một họ chim trong bộ Passeriformes.

## Phân loại học
Các chi được ghi nhận thuộc họ này gồm:
| Hình ảnh | Chi                        | Các loài |
| -------- | -------------------------- | --- |
|          | Cormobates Mathews, 1922   | - Cormobates leucophaea - Cormobates placens                                                                     |
|          | Climacteris Temminck, 1820 | - Climacteris affinis - Climacteris erythrops - Climacteris melanurus - Climacteris picumnus - Climacteris rufus |

## Hình ảnh

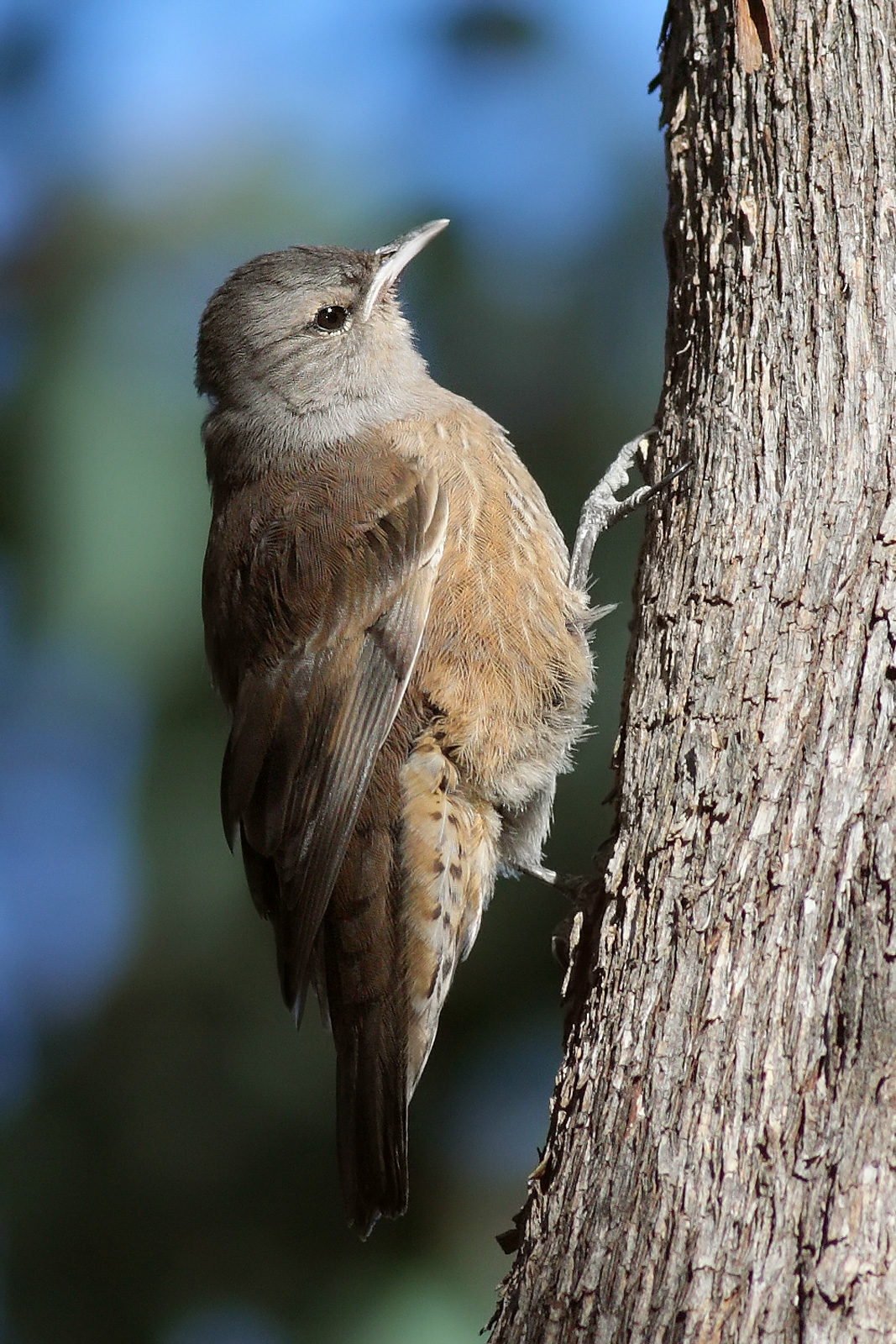
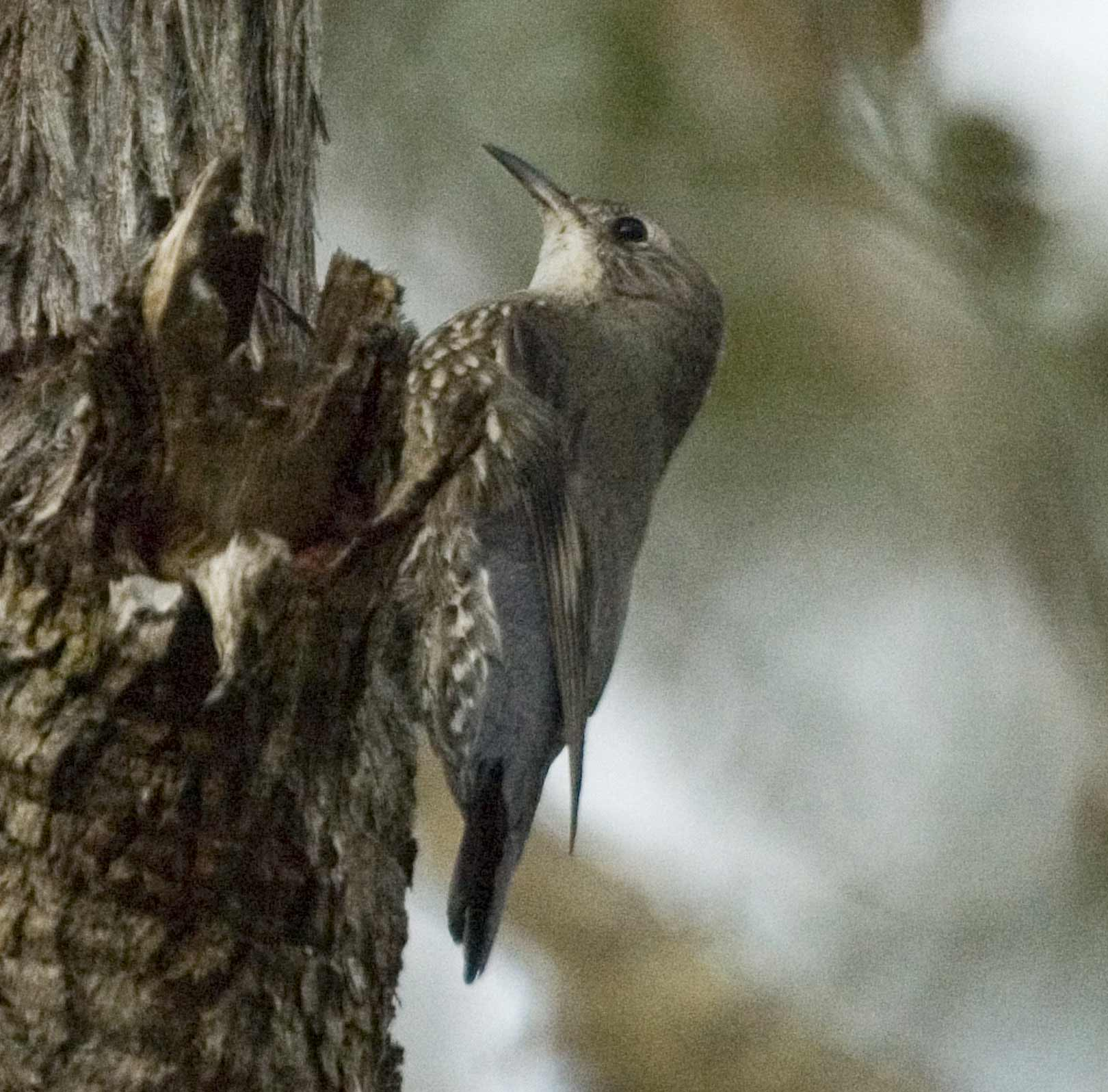
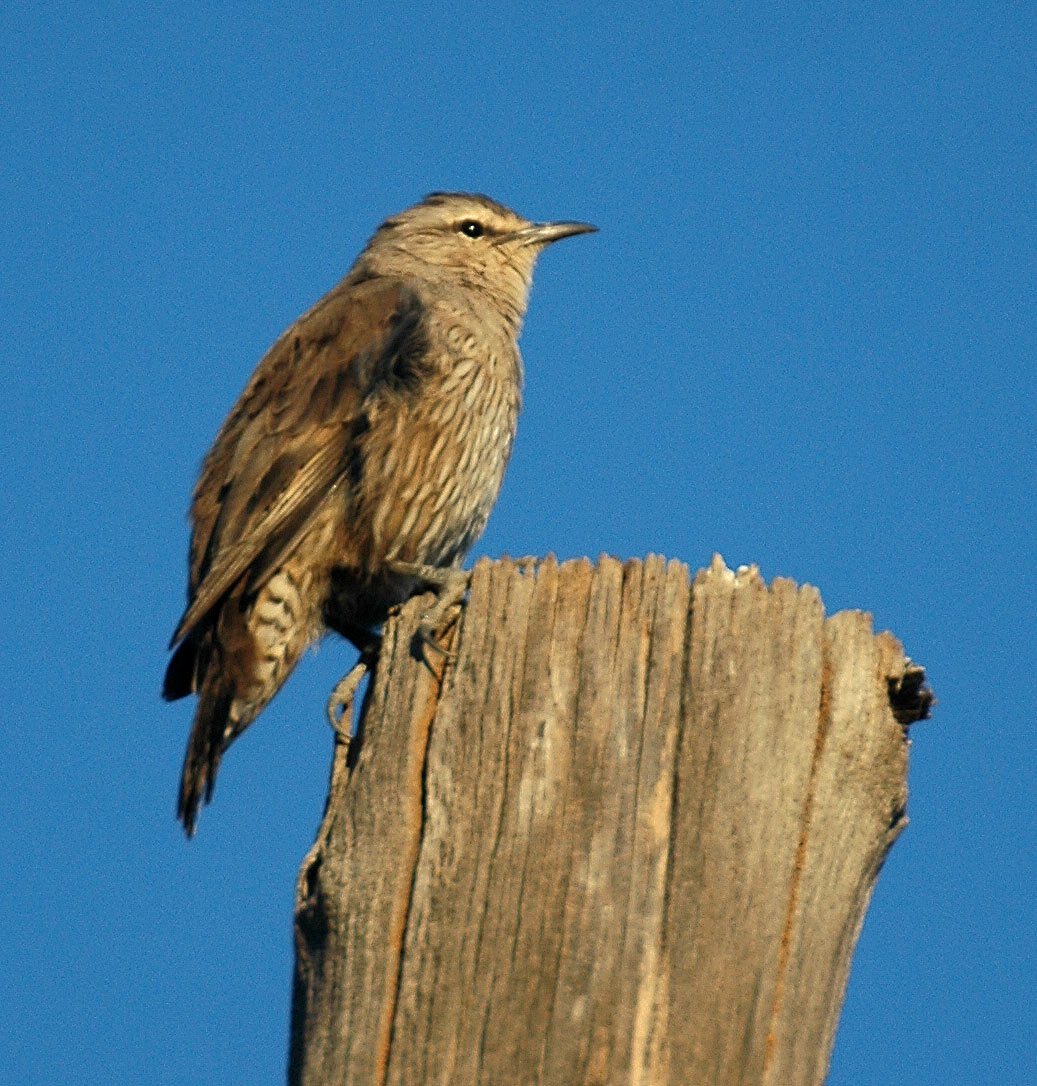
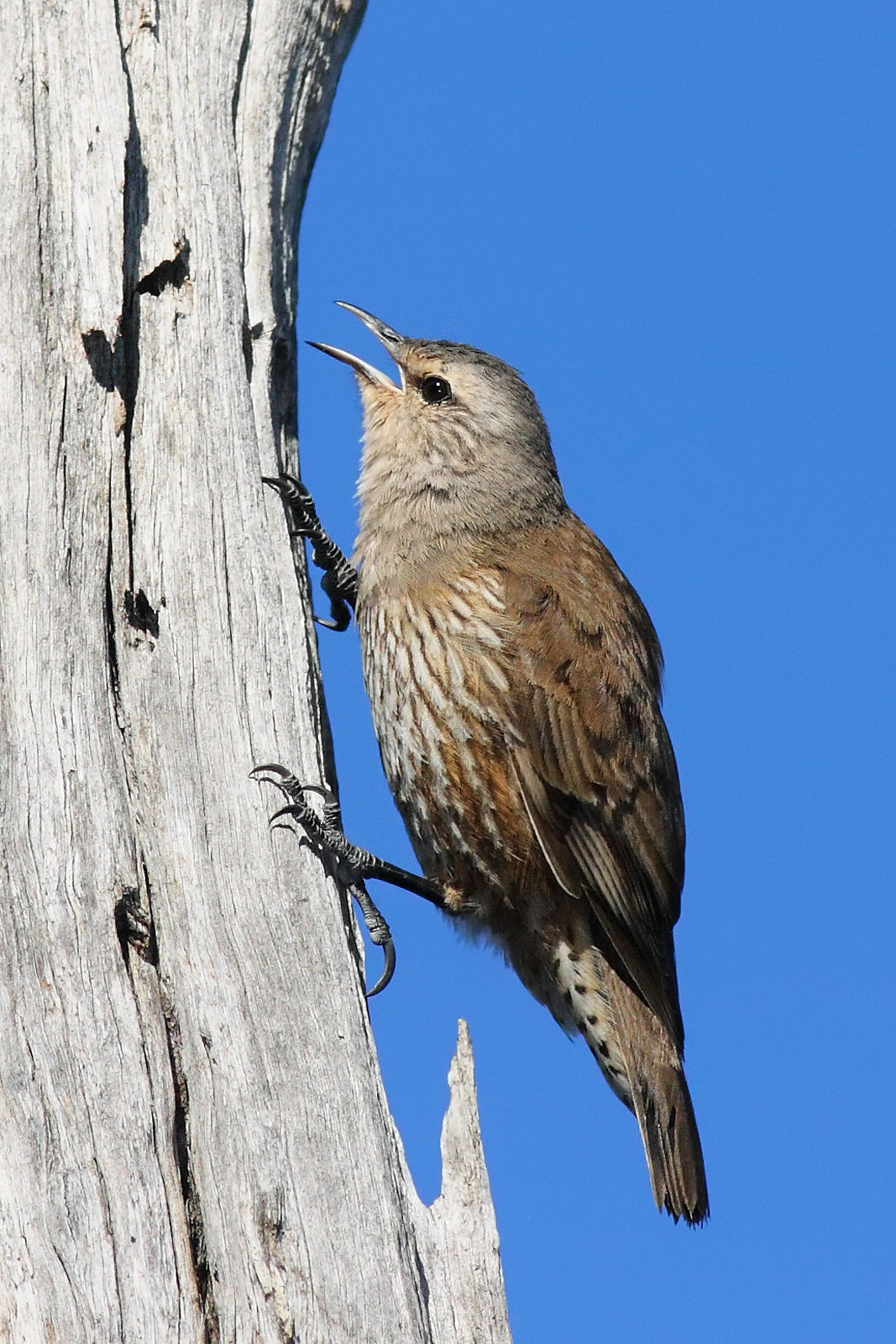
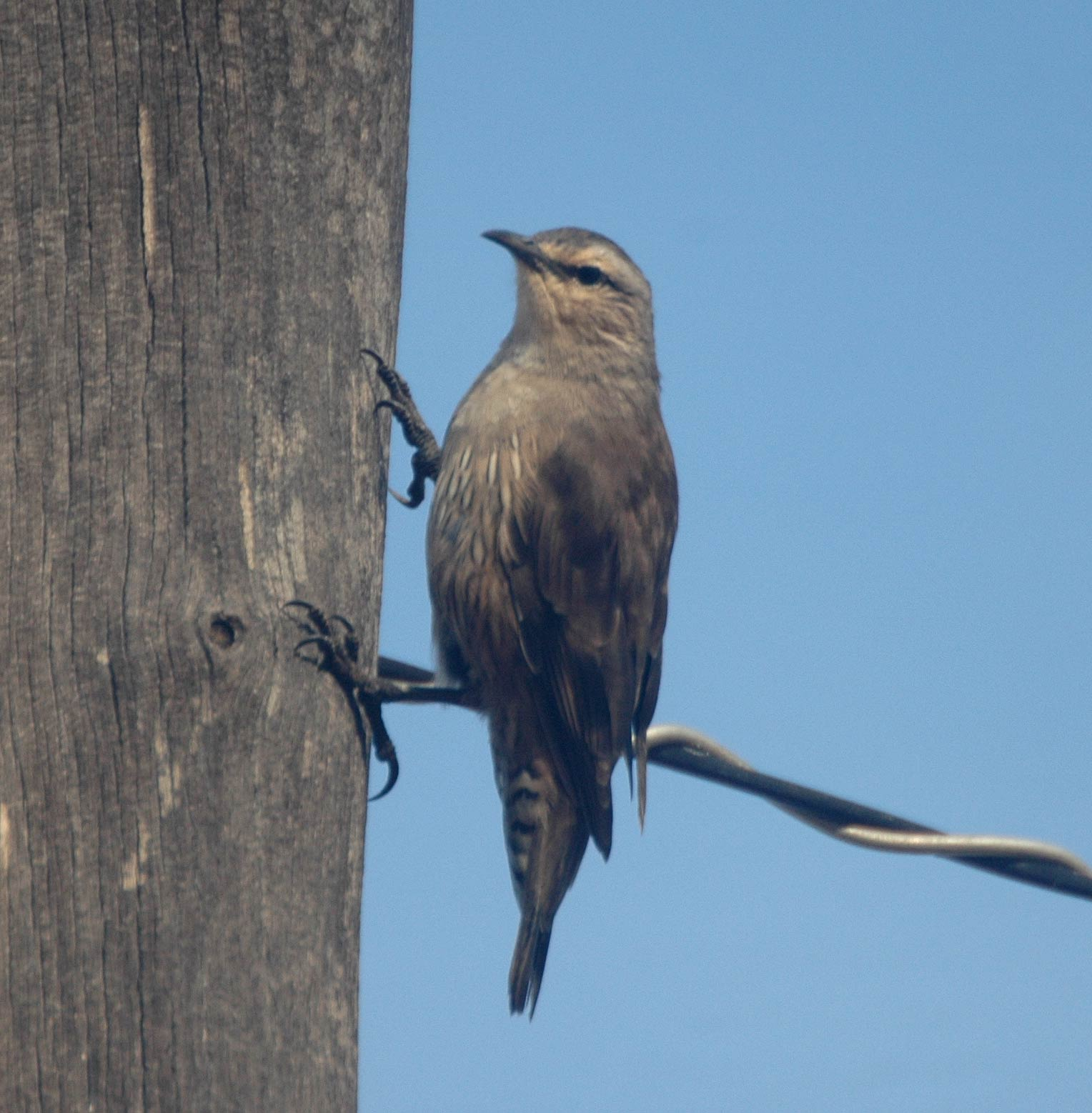
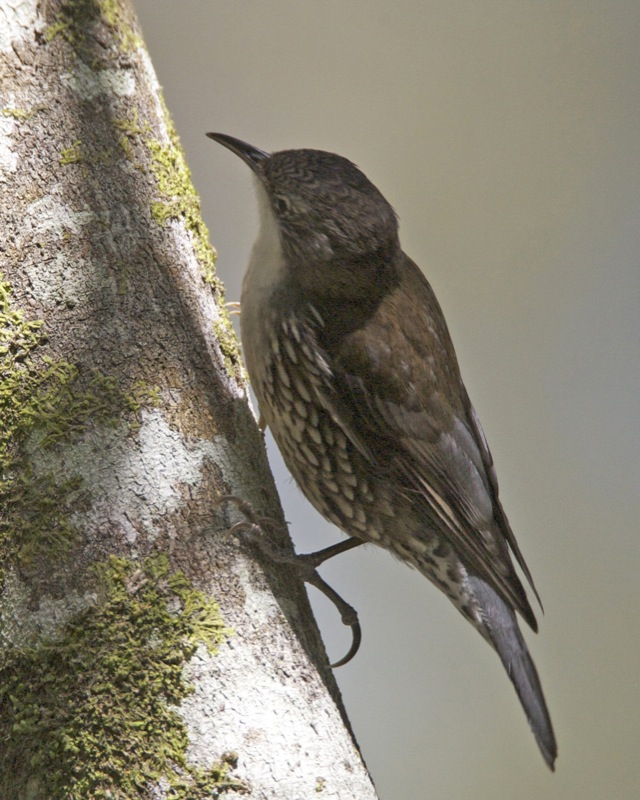